# Scoloderus cordatus
Scoloderus cordatus är en spindelart som först beskrevs av Władysław Taczanowski 1879.  Scoloderus cordatus ingår i släktet Scoloderus och familjen hjulspindlar. Inga underarter finns listade i Catalogue of Life.